# Help! (EP The Beatles)
Help! è un EP dei Beatles pubblicato solamente in Giappone il 5 dicembre 1965 dalla Odeon, con il numero di serie OP 4110.

## Tracce
Lato A
1. Help! (Lennon-McCartney)
2. Ticket to Ride (Lennon-McCartney)

Lato B
1. I'm Down (Lennon-McCartney)
2. Dizzy Miss Lizzy (Williams)[1]

## Formazione
- John Lennon: voce nelle tracce 1, 2, 4, chitarra ritmica acustica nella traccia 1, cori e organo Hammond nella traccia 3, chitarra ritmica
- Paul McCartney: voce nella traccia 3, chitarra solista nella traccia 2, cori, basso elettrico
- George Harrison: chitarra ritmica nella traccia 2, cori, chitarra solista
- Ringo Starr: tamburello nelle tracce 1 e 2, bongo nella traccia 3, campanaccio nella traccia 4, batteria[2][3][4][5]